# Acrocercops caenotheta
Acrocercops caenotheta là một loài bướm đêm thuộc họ Gracillariidae. Nó được tìm thấy ở New South Wales.
Ấu trùng ăn Telopea speciosissima. Chúng cuộn lá làm tổ.